# Araneus liberiae
Espèce
Synonymes
- Aranea liberiae Strand, 1906

Araneus liberiae est une espèce d'araignées aranéomorphes de la famille des Araneidae.

## Distribution
Cette espèce est endémique du Liberia.

## Étymologie
Son nom d'espèce lui a été donné en référence au lieu de sa découverte, le Liberia.

## Publication originale
- Strand, 1906 : Diagnosen nordafrikanischer, hauptsächlich von Carlo Freiherr von Erlanger gesammelter Spinnen. Zoologischer Anzeiger, vol. 30, p. 604-637 & 655-690.